# Lv Jihong
Lv Jihong (Chino simplificado: 吕继宏; Chino tradicional: 呂繼宏; pinyin: Lŭ Jìhóng; nacido el 27 de junio de 1960 en Tianshui, Gansu), es un cantante chino.

## Biografía
Lv nació el 27 de junio de 1960, en Tianshui, provincia de Gansu. Se graduó en el Conservatorio de Música "Xi'an" en 1982. Su maestro fue Tao Liling (陶立玲). Después de graduarse, trabajó en la Escuela de la Normal de Lanzhou como profesor.
En 1985, Lv transferido a Gansu por el canto, la danza y al "Ejercito de Liberación Naval del Pueblo Chino" en 1989, comenzó a aprender artes de la música de Jin Tielin. Se graduó en el Conservatorio de las clases de postgrado de China. Se convirtió en un cantante muy popular. por temas como Nosotros el pueblo, Adiós a las montañas Dabie, Canciones de la madre y otras canciones de amplia difusión.
En 1995 ganó la medalla de oro en el concurso de canción concierto en radio de China; en 2003 ganó el China cuarto "Disco de Oro" y el mejor álbum por Paz y prosperidad; en 2004 fue galardonado con el circuito cerrado de televisión " Mago Jin Copa " concurso de canto séptimo music video " Mejor Artista Masculino " premio nacional y ganó en el sexto festival CCTV- MTV en Pekín el premio al artista masculino; en 2007 obtuvo el vigésimo tercer "Premio de la flor del ciruelo" de actuación cantada en el drama chino; en diciembre de 2009 se adjudicó el título de "artista favorito de la gente".

## Discografía
- The flower Fragrance (花儿飘香)
- The Communist Party,I want to say to you (党啊，我想对你说)
- At This Very Moment (此时此刻)
- Port of The Sunset (军港的晚霞)
- Daban City's Nocturne (达板城的夜曲)
- In The Eyes of The World (在世界的眼睛里)
- The Country Is Prosperous And The People Are At Peace (国泰民安)
- The Common People (咱老百姓)
- Mother's Songs (妈妈的歌谣)
- You Love The Sun Forever (你爱太阳到永远)
- Northland of Love (北国之恋)
- My Chinese Heart, My Love of The Sea (中国心，大海情)